# Pygora bourgoini
Pygora bourgoini är en skalbaggsart som beskrevs av Valck Lucassen 1930. Pygora bourgoini ingår i släktet Pygora och familjen Cetoniidae. Inga underarter finns listade i Catalogue of Life.